# Carl Herrera
Pour les articles homonymes, voir Herrera.
Carl Herrera, né le 14 décembre 1966 à Trinité à Trinité-et-Tobago, est un ancien joueur vénézuélien de basket-ball. Il évolue au poste d'ailier fort.

## Biographie
La carrière professionnelle de Carl Herrera débute en 1991 sous le maillot des Rockets de Houston alors qu'au préalable, il est choisi par le Heat de Miami au deuxième tour (30e choix) de la draft 1990. Ses droits sont échangés avec les Rockets de Houston qu'il intègre après une saison en Espagne, au Real Madrid où il inscrit en moyenne 13,2 points et prend 7,6 rebonds.
Les Rockets l'utilisent d'abord sur de courtes périodes pour relayer les intérieurs Otis Thorpe et Hakeem Olajuwon dans une saison mi-figue mi-raisin (42v-40d) qui voit le départ de l'entraîneur Don Chaney, remplacé par Rudy Tomjanovich, ancien joueur All-Star des Rockets.
Lors de la saison 1992-1993, Herrera s'installe définitivement comme remplaçant de Thorpe et, voit son temps de jeu augmenter passant de 13 à 22 minutes par match. Il tourne à 7,5 points et 5,6 rebonds, donne beaucoup d'énergie dans la raquette. Les Rockets se font éliminer lors des demi-finales de conférence face aux Sonics de Seattle (3-4).
En 1993-1994, Herrera reste dans son rôle d'intimidateur intérieur dur et robuste. Tomjanovich lui donne un peu moins de minutes que l'année précédente mais son rôle est essentiel car lorsque Olajuwon est sur le banc, il se doit d'apporter des points dans la raquette et de l'énergie en défense. Les Rockets sont champions face aux Knicks de New York et Herrera apporte de solides minutes (4,7 points, 3,8 rebonds).
Lors de la saison suivante, Herrera hérite d'un rôle plus important puisqu'Otis Thorpe quitte les Rockets dans l'échange pour Clyde Drexler. Il retrouve un temps de jeu conséquent (22 minutes) en intégrant 26 fois le cinq majeur et rapportant 6,8 points, 4,6 rebonds et un très bon pourcentage 52,6 %. En playoffs, il se blesse à l'épaule et manque l'intégralité de ceux-ci. Contre toute attente, les Rockets réalisent le back-to-back en "sweepant" le Magic d'Orlando de Shaquille O'Neal.
En 1995, les Spurs de San Antonio le recrutent en tant qu'unrestricted free agent. Il ne joue que 44 matches, encore gêné par une blessure, pour ses plus petites moyennes en carrière avec 1,9 point et 1,8 rebond. 
Mais, l'année suivante, il prend sa revanche pour produire les statistiques les plus importantes de sa carrière dû à la blessure de David Robinson : 8 points, 4,5 rebonds et 58 matches dans le cinq de départ. Son pourcentage de réussite est, quant à lui, en forte baisse (43,3 %).
En 1997-1998, Herrera se retrouve en bout de banc après le retour de Robinson et l'arrivée du rookie Tim Duncan. En 1998, il est échangé avec Felipe López des Grizzlies de Vancouver contre Antonio Daniels. Il ne joue que 4 matches sous ses nouvelles couleurs car blessé puis il est libéré de son contrat pour signer chez les Nuggets de Denver où il joue 24 matches pour 2,5 points et 2,3 rebonds.
Il décide par la suite de retourner sur sa terre natale, le Vénézuéla où il joue jusqu'en 2007-2008. Carl Herrera termine sa carrière NBA avec deux titres.

## Palmarès
- Champion NBA 1994 et 1995
- Finaliste du championnat des Amériques 1992